# Alloscirtetica herbsti
Alloscirtetica herbsti är en biart som först beskrevs av Heinrich Friese 1906.  Alloscirtetica herbsti ingår i släktet Alloscirtetica och familjen långtungebin. Inga underarter finns listade i Catalogue of Life.